# Großschwabhausen
Großschwabhausen ist eine Gemeinde im Landkreis Weimarer Land in Thüringen und Teil der Verwaltungsgemeinschaft Mellingen. Eingemeindet ist der Ortsteil Hohlstedt mit Kötschau.

## Lage
Großschwabhausen liegt auf einer Hochebene in einem kleinen Muldental westlich der Muschelkalkanhöhen des Saaletals bei Jena am Übergang in das Ackerbaugebiet zwischen Apolda und Weimar. Auf den Muschelkalkanhöhen Richtung Jena steht Wald.

## Geschichte
Die Ersterwähnung von „Suabehusen“ findet sich in einem vor dem Jahr 815 anzusetzenden Hersfelder Güterverzeichnis. 876 wird „Svabohus“ im Ingelheimer Protokoll wegen des Zehntstreits in Thüringen genannt. Grundherr war im Mittelalter die Adelsfamilie Schwabhausen, deren Burg jedoch fast völlig verschwunden ist. 1350 fiel der Ort mit der Kirchbergschen Herrschaft Kapellendorf an die Stadt Erfurt. Während des Dreißigjährigen Krieges wurde der Ort schwer zerstört.
Großschwabhausen war 1664 von Hexenverfolgung betroffen. Ein reicher Mann geriet in einen Hexenprozess.
Wirtschaftlichen Aufschwung brachte die 1876 erfolgte Eröffnung der Weimar-Geraer Eisenbahn.
Im Ort lebten in den 1930er-Jahren mehrere Familien, die der Glaubensgemeinschaft der Zeugen Jehovas angehörten. Diese wurden 1935 wochenlang von aufmarschierten SA-Trupps diffamiert und terrorisiert. Einige wurden in der Folge vor Gericht gestellt und wegen „fortgesetzter staatsfeindlicher Tätigkeit“ zu Zuchthaus- und Gefängnisstrafen verurteilt.
Am 11. April 1945 wurde ein letzter Transportzug mit Häftlingen aus dem KZ Buchenwald auf dem Bahnhof des Ortes von US-Flugzeugen beschossen. Die SS-Wachmannschaft brachte sich in Sicherheit, während einige der Häftlinge erschossen wurden. Fünf von ihnen wurden auf dem Ortsfriedhof bestattet und später mit einem Gedenkstein geehrt. Die übrigen Häftlinge trieb die SS auf einem Todesmarsch weiter in Richtung Jena.

## Politik

### Gemeinderat
Seit der Wahl zum Gemeinderat am 25. Mai 2014 setzt sich der Gemeinderat wie folgt zusammen:
| Partei / Liste                | Stimmenanteil | +/− %p | Sitze | +/− |
| ----------------------------- | ------------- | ------ | ----- | --- |
| CDU                           | 29,8 %        | − 4,2  | 3     | − 1 |
| BK Großschwabhausen           | 53,1 %        | + 2,8  | 7     | ± 0 |
| Heimatverein Allemannia e. V. | 17,1 %        | + 1,4  | 2     | + 1 |

### Gemeindepartnerschaft
Partnergemeinde Großschwabhausens ist Schwabhausen in Bayern.

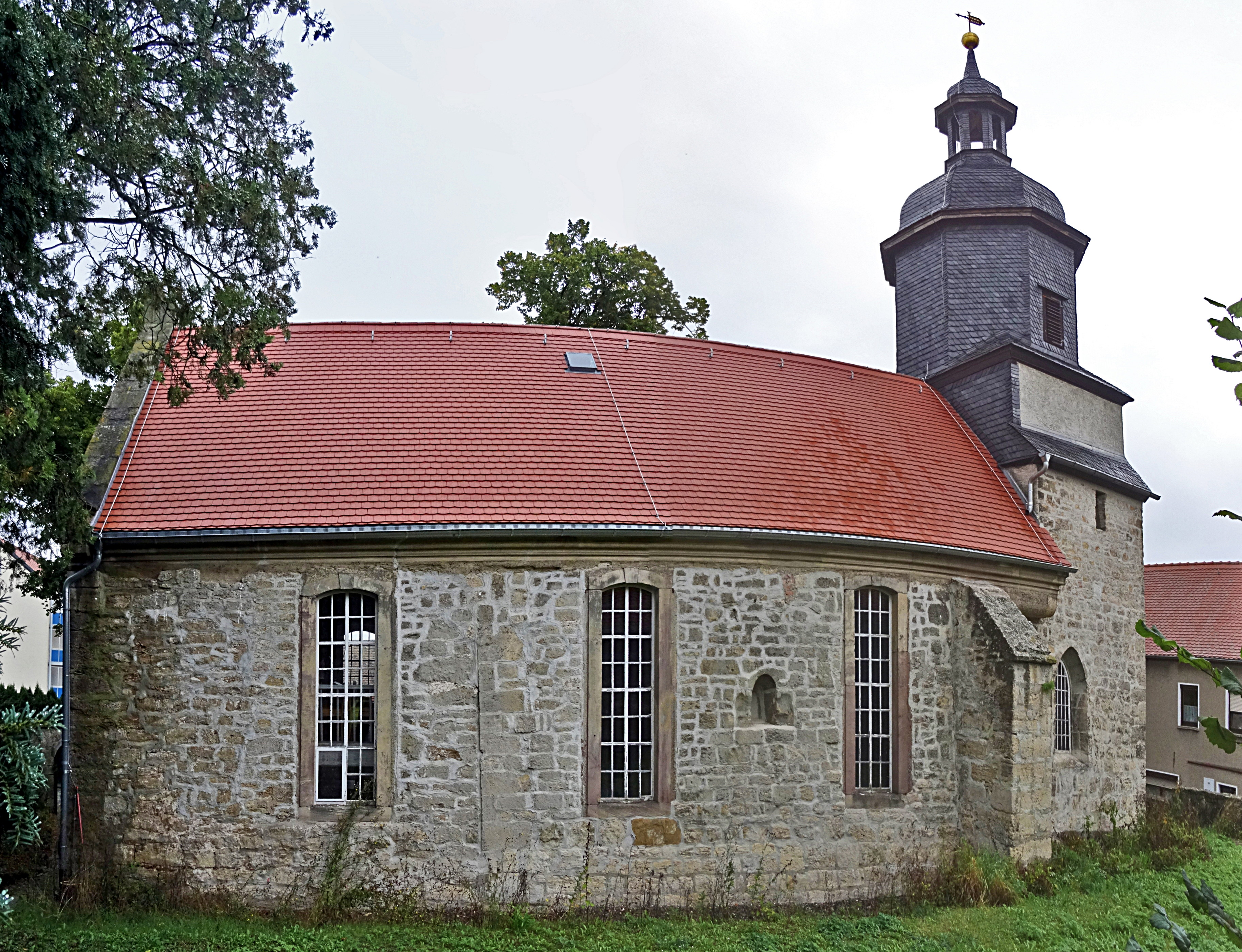
Dorfkirche Großschwabhausen

## Wirtschaft und Infrastruktur

### Wirtschaft
In Großschwabhausen haben sich mehrere Handwerksbetriebe niedergelassen. Eine Tischlerei, eine Gärtnerei, einer Zimmerei und ein Großhandel für Baumaterialien (Dach und Fassade).

### Verkehr
Die Landesstraße 1060 führt am Ort vorbei. Die Bahnstrecke Weimar – Gera führt an Großschwabhausen vorbei und hat hier einen Bahnhof. Mit RB 21 der Erfurter Bahn kommt man in Stundentakt in Richtung Weimar/Erfurt bzw. Jena/Gera.

### Wasserver- und Abwasserentsorgung
Die Wasserversorgung hat die Gemeinde auf den Wasserversorgungszweckverband Weimar übertragen. Für die Gemarkungen Hohlstedt und Kötschau ist die Aufgabe der Abwasserentsorgung an den Abwasserzweckverband Apolda übertragen. Die Abwasserentsorgung auf dem Gebiet der Gemarkung Großschwabhausen übernimmt seit 2019 der Abwasserzweckverband Mellingen und ein Wechsel zum Zweckverband JenaWasser ist für 2024 avisiert.

### Umspannwerk
Südwestlich des Ortes befindet sich das Umspannwerk Großschwabhausen, eines von sieben Umspannwerken in Thüringen. Es verfügt über eine Leistung von bis zu 250 MW.

## Sehenswürdigkeiten
- Dorfkirche St. Margareta (Großschwabhausen) mit davorstehendem Kriegerdenkmal für die Gefallenen des Ersten Weltkriegs

- Südwestlich des Ortes befindet sich der so genannte Hain, ein geschützter Laubwald. Im Frühjahr finden sich hier vor dem Laubaustrieb flächendeckende Bestände des Märzenbechers (Leucojum vernum), vermischt mit Wald-Bingelkraut (Mercurialis biennis), Haselwurz (Asarum europaeum), Schlüsselblume (Primula elatior), später auch Türkenbund (Lilium martagon).

- Im Wald befindet sich seit 1962 die Sternwarte Großschwabhausen, eine Außenstelle des Astrophysikalischen Instituts der Friedrich-Schiller-Universität Jena. Diese steht auf einer Hochfläche und besitzt ein 90-cm-Spiegelteleskop vom VEB Carl Zeiss Jena.

- Eine Stele aus dem Jahr 1984 an der Döbritscher Straße erinnert an die KZ-Häftlinge eines Todesmarsches aus dem KZ Buchenwald, die im April 1945 durch den Ort getrieben wurden.

- 2014 wurde am Dorfteich ein mittelalterliches Sühnekreuz wiedererrichtet.

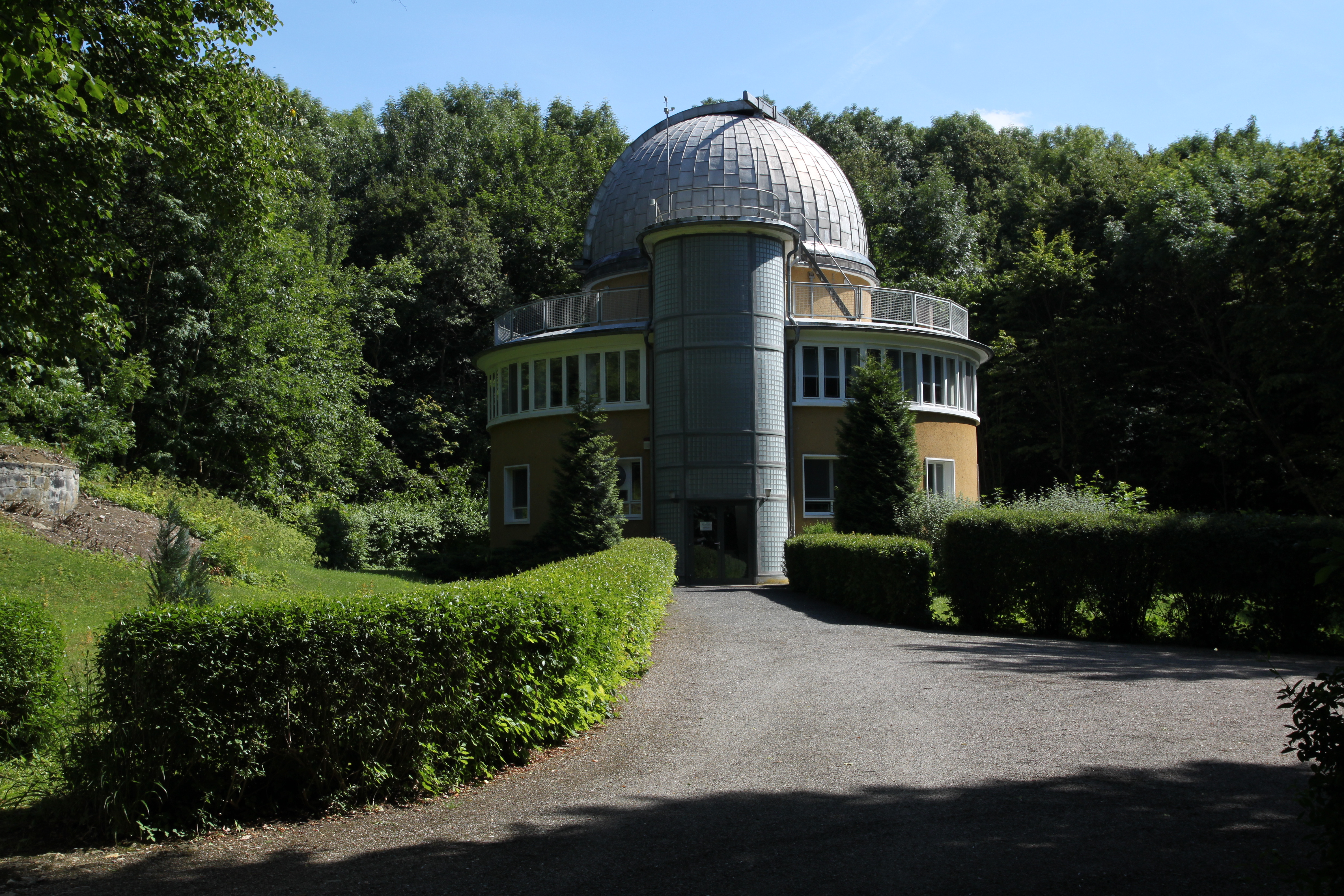
Sternwarte Großschwabhausen der Universität Jena
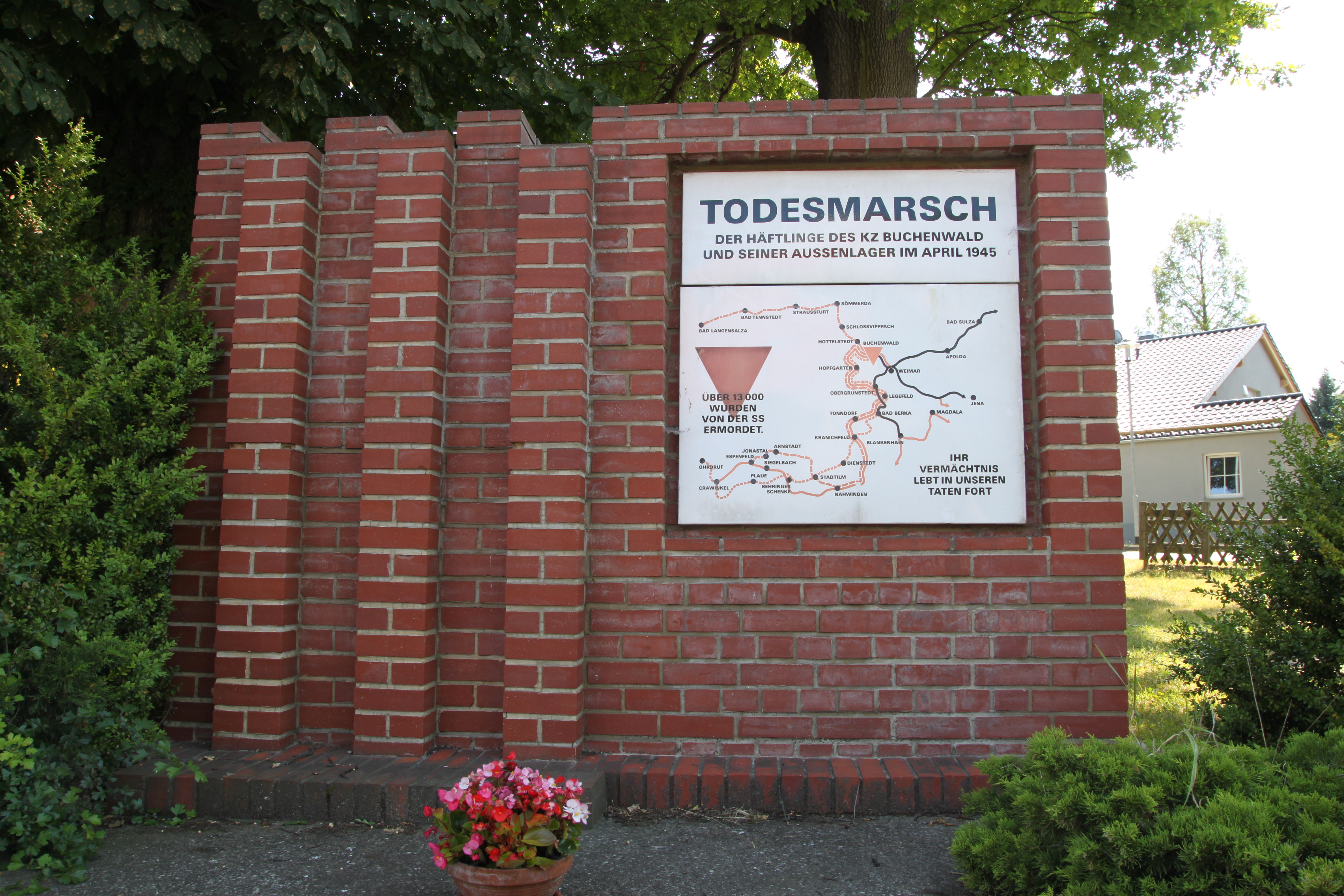
Todesmarsch-Mahnmal in Großschwabhausen
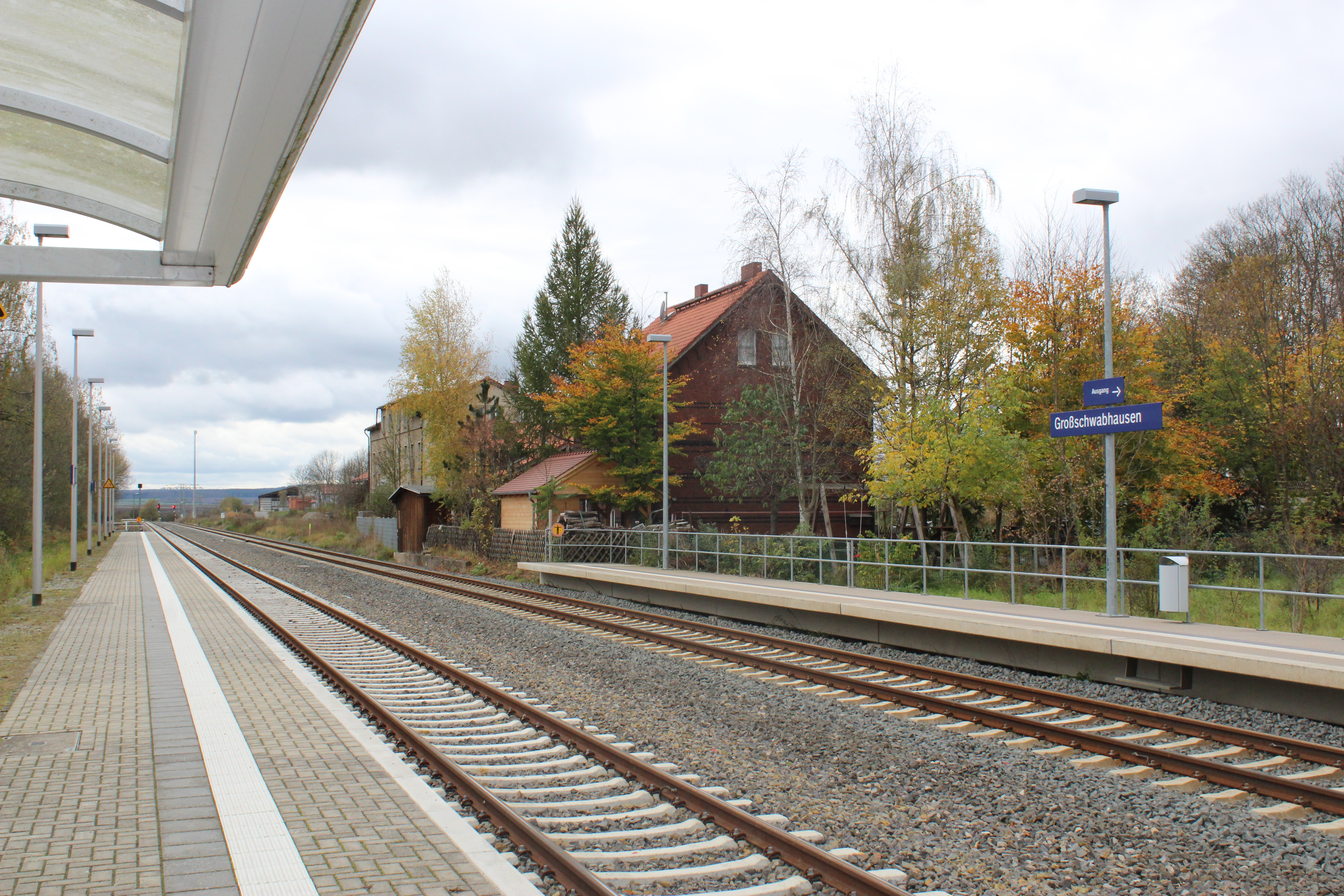
Bahnhof Großschwabhausen (2017)

## Sport
Die Handballer des SV Fortuna Großschwabhausen konnten in der Saison 2006/2007 Erfolge aufweisen und neben dem Aufstieg in die Landesliga (Staffel 1), auch das Halbfinale des Thüringenpokals erreichen. 2012 konnte die Mannschaft den Staffelsieg der Landesliga feiern und stieg damit in die Thüringenliga auf.
Die Fußballer konnten nach dem Aufstieg in die Bezirksliga im Jahr 2005 den Klassenerhalt sichern und sich im Mittelfeld der Liga etablieren. Vor Beginn der Saison 2007/2008 mussten sie in eine andere Staffel (Staffel 3) wechseln. In dieser Staffel folgte dann der Abstieg in die Kreisliga. Nach einem personellen Umbruch konnte auch diese Liga nicht gehalten werden. Seit der Saison 2010/2011 spielt die 1. Mannschaft nun in der 1. Kreisklasse.

## Persönlichkeiten

### Ehrenbürger
- Josef Baumgartner, Bürgermeister der Partnergemeinde Schwabhausen

### Söhne und Töchter der Gemeinde
- Johannes Seyfart (* wahrscheinlich um 1605, † wahrscheinlich 1670), Landwirt und Kleinhändler
- Gottwalt Schaper (* 10. März 1873 in Hohlstedt, † 4. Januar 1942 in Berlin), Bauingenieur, Brückenbauer der Deutschen Reichsbahn